# Talbija

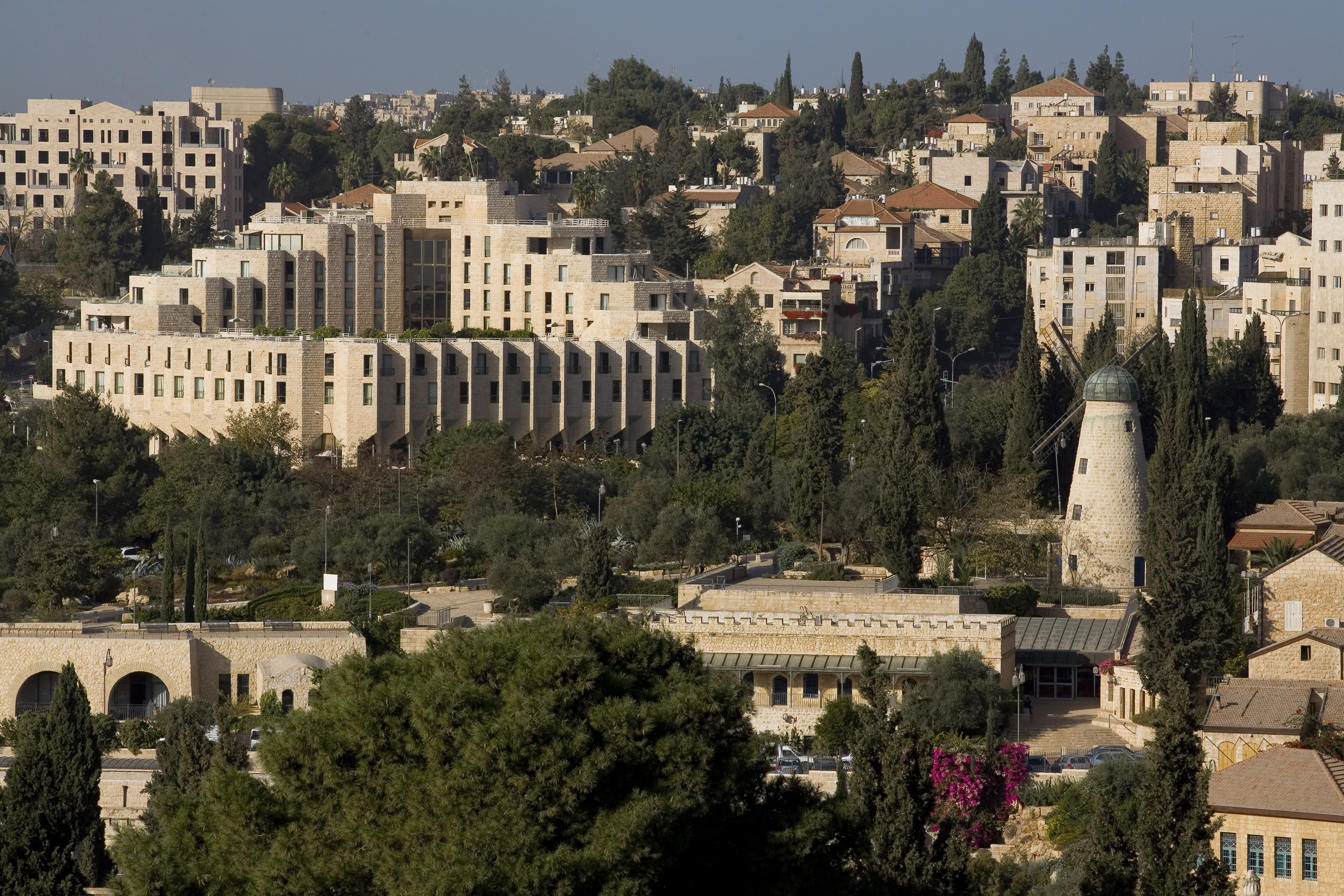
Celkový pohled na Talbiji, v popředí Inbal Jerusalem Hotel

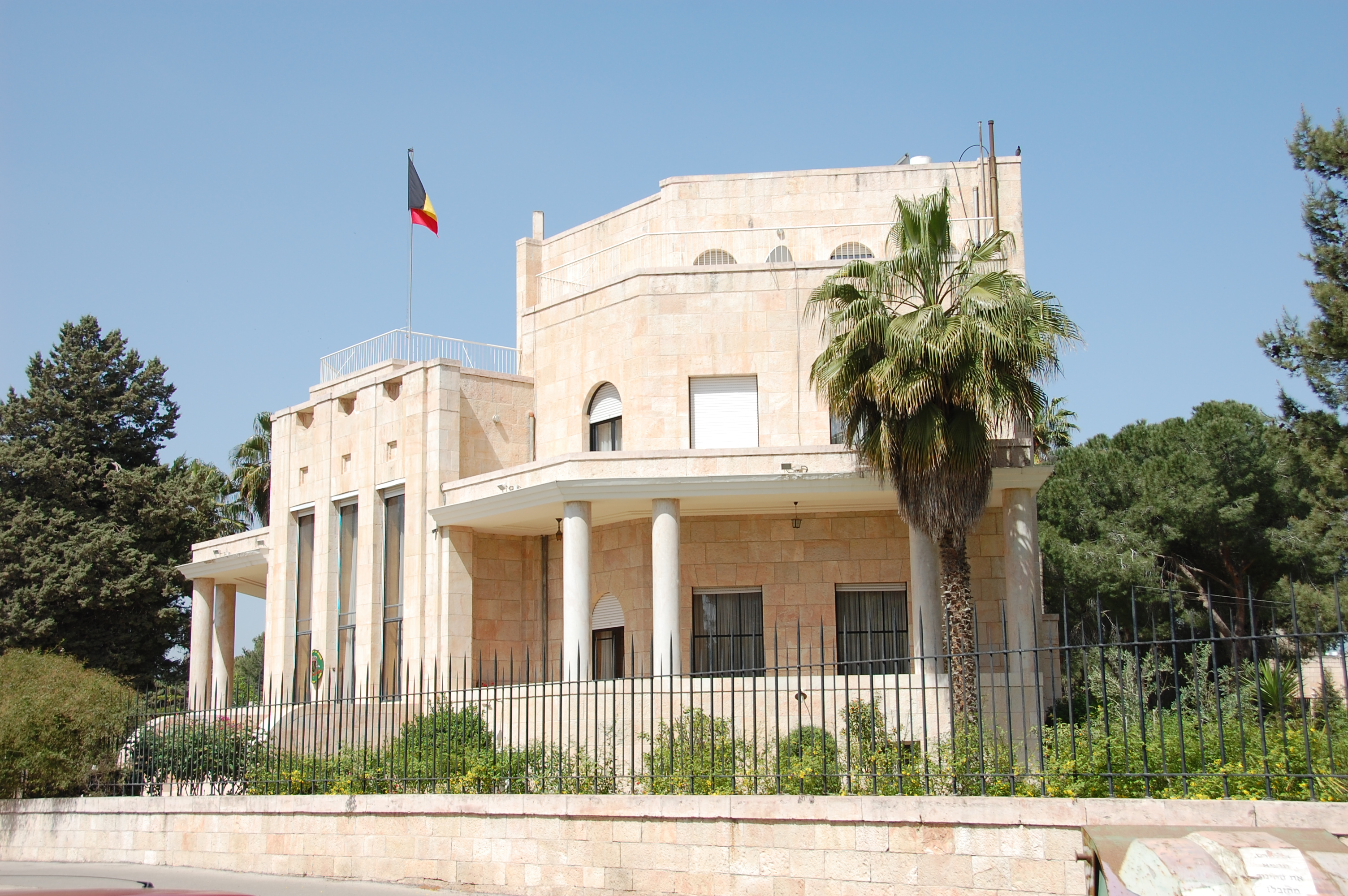
Vila rodiny Salame v Talbiji, dnes konzulát Belgie

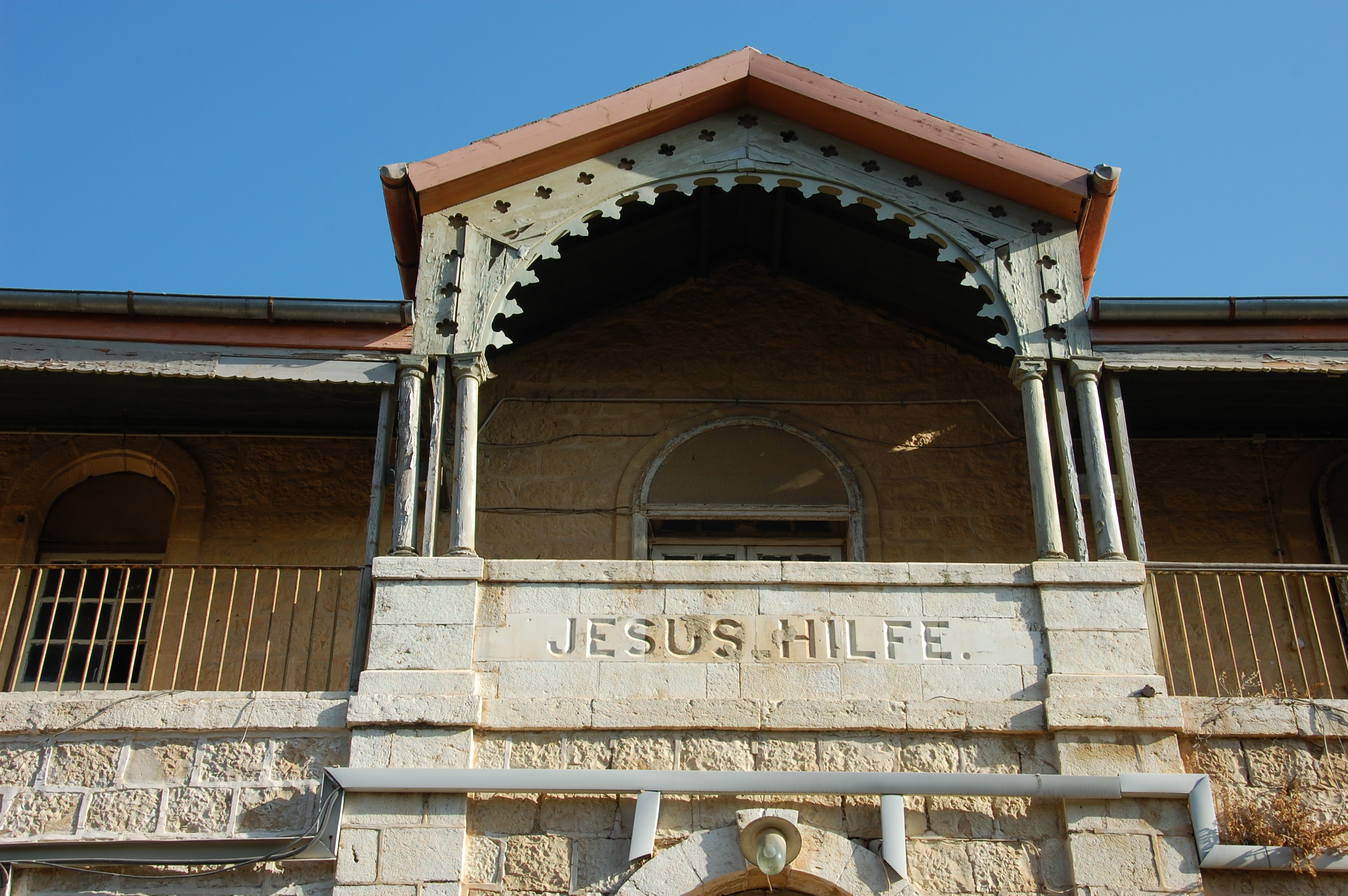
Hansenova nemocnice v čtvrti Talbija

Talbija (hebrejsky: טלביה‎, arabsky: الطالبية‎, oficiálně Komemijut, hebrejsky: קוממיות) je městská čtvrť v centrální části Jeruzaléma v Izraeli.

## Geografie
Na severu hraničí s čtvrtí Jemin Moše a Machane Jisra'el, na severozápadě s Rechavja, na západě s Kirjat Šmu'el, na jihozápadě s Katamon, na jihu s ha-Mošava ha-Germanit (Německá Kolonie) a na východě s Abu Tor. Leží v nadmořské výšce přes 750 metrů cca 1 kilometr jihozápadně od historického jádra města. Leží na mírně zvlněné vyvýšenině, která na východ odtud prudce spadá do údolí vádí Nachal Chinom, které ústí do kaňonu Nachal Kidron. Na protější straně údolí se zvedá Hora Sijón. Čtvrť se nachází nedaleko okraje území, které ovládl Izrael během války za nezávislost v roce 1948, tedy nedaleko od Zelené linie. Poblíž jí prochází silnice číslo 60 (Derech Chevron). Končí tady rovněž stará železniční trať Tel Aviv-Jeruzalém. Populace čtvrti je židovská.

## Dějiny
Pozemky, na kterých se čtvrť rozkládá, byly v 2. polovině 19. století vykoupeny od místních Arabů řeckou pravoslavnou církví. Výkupy prováděl kněz Nikoporos Bitasis a oblasti se proto původně říkalo Nikoporia. Řecká církev získávala velké sumy peněz od poutníků i od carského Ruska. Nikoporos byl proto Araby nazýván Abu Zahav (Zlatý otec). Po ruské revoluci roku 1917 ale pravoslavná církev přišla o původní finanční zdroje a byla nucena odprodávat své nemovitosti. V té době došlo i k prodeji pozemků na místě pozdější čtvrti Talbija. Její výstavba začala roku 1923. Domy si tu začali stavět bohatí Arabové z Betlému, Ramalláhu a Bajt Džala. Několik domů tu postavila i rodina křesťanského Araba Constantina Selmy. Zpočátku byla místní populace převážně křesťanská, reprezentována rody Selma, Tannaus, Džilad, Džemal, nebo patřící k arménskýmn křesťanům jako rody Matussian či Kalbian. Žilo zde i několik Židů (rodiny Mas, Lišinski a Likwarnick). Hlavní díl stavební aktivity zde proběhl v letech 1924–1937. V letech 1938–1948 se již stavební tempo zpomalilo a docházelo spíše k nástavbám a přístavbám stávajících objektů. Předákem zdejších Židů byl Re'uven Mas, Araby zastupoval Ibrahim Ca'abni.
Jméno čtvrtě je podle některých teorií odvozeno o chalífy Aliho ab-Talba, jehož potomci měli žít v této oblasti. Podle jiného názoru je odvozeno od muslimské modlitby recitované při pouti do Mekky. Během války za nezávislost v roce 1948 byla ovládnuta Izraelci v rámci Operace Kilšon, místní arabské obyvatelstvo odešlo a čtvrť byla přejmenována na Komemijut. Ovšem jde jen o formální název, který se v praxi neujal. Do opuštěných arabských domů se po roce 1948 nastěhovali Židé. V 50. letech 20. století zde pak došlo k výstavbě bytových domů v prolukách. Jde o jednu z nejprestižnějších čtvrtí v Jeruzalémě. Nachází se tu na ulici Rechov Žabotinsky rezidence prezidenta Izraele, poblíž ní se rozkládá Národní vědecký institut. V 70. letech 20. století tu vyrostlo kulturní centrum zvané Jeruzalémské divadlo. Dochovalo se tu množství původních vil, které jsou památkově chráněny. Obyvatelstvo je vyšší střední třída a sestává ze sekulárních i nábožensky sionistických rodin.